# Kassettenprogramme für ausländische Mitbürger
Kassettenprogramme für ausländische Mitbürger e.V. war ein 1978 in München gegründeter gemeinnütziger Verein mit dem Ziel einer verbesserten „Medienversorgung der ausländischen Bevölkerung in der Bundesrepublik“. Diese suchte er vornehmlich durch die Produktion eigener Kassettenprogramme (zunächst Audiokassetten, später auch Video und CD) und deren Platzierung in Orts- und Stadtbüchereien zu erreichen. 

## Programm
Im Besonderen „das Bildungs-, Unterhaltungs- und Informationsdefizit ausländischer Arbeitnehmer und ihrer Familien abzubauen“ war erklärtes Ziel der Gründungsmitglieder, die zum großen Teil aus der Bibliotheksarbeit kamen. Hierzu produzierte der Verein zahlreiche Literatur- und Informationskassetten, die in örtlichen Bibliotheken verfügbar gemacht wurden. Kassettenprogramme für ausländische Mitbürger gab es allerdings aus finanziellen Gründen und Mitarbeiterknappheit trotz weitergehender Vereinsbestrebungen nur in türkischer und deutscher Sprache. Die erste Publikation hieß Wir seh'n uns in der Stadtbücherei (1979), eine letzte erschien 1999 mit Liedern zur Saz von Said. Bekannte deutsche wie türkische Schriftsteller und Künstler wie z. B. Dieter Hildebrandt, Fakir Baykurt oder Ottfried Fischer beteiligten sich an den Programmen des Vereins. Diese wendeten sich in erster Linie an die ersten drei Ausländergenerationen in Deutschland, aber auch an deutsche Hörer, die sich für Sprache und Kultur der Migranten interessierten. Laut Fachautorin und Bibliothekarin Corinna Carstensen wurde mit der Programmgestaltung das Ziel verfolgt, interkulturelle Kommunikation zu fördern, Vorurteile abzubauen und „Zeichen der Verständigung und des Dialoges in Zeiten zunehmender AusländerInnenfeindlichkeit“ zu setzen. Zu einem über die Zielgruppe hinaus beachteten Programm wurde die 1988 herausgegebene didaktische Videofilmreihe Korkmazlar über eine türkische Familie in München, die ein Jahr später mit deutschen Untertiteln auch im Regionalfernsehen des WDR gezeigt wurde.

## Ausgewählte Publikationen

### Hörkassetten
- Wir seh'n uns in der Stadtbücherei (1979)
- Satire life 78 (Aufzeichnung einer Veranstaltung der Volkshochschule Ismaning vom 5. Dezember 1978 mit Dieter Hildebrandt und Helmut Ruge, 1979)
- Yüksel Pazarkaya: Kurze Geschichten für Kinder (1979)
- Yüksel Pazarkaya: Autorenabend (1979)
- Aysel Özakin: Berlin'in esmer çocuklari (1983)
- Ausländer-Recht : ein Informations-Hörspiel von Hubertus Schröer (1983)
- Deutsche Autoren zur Ausländerproblematik 1 + 2 (1983)
- Fakir Baykurt: Okuma ak.sami (1983)
- Fakir Baykurt: Gönül ustasi (1988)
- Şinasi Dikmen, Dieter Hildebrandt: Gibt's was zu lachen, Deutschland? : Mitschnitt der Benefizveranstaltung am 14. November 1993 zum 15-jährigen Bestehen des Vereins in der Münchner Lach- und Schießgesellschaft (1993)
- Ottfried Fischer: Schwer ist leicht was (1997)

### Video
- Erman Okay: Korkmazlar (4 Kassetten mit jeweils 2 Folgen, 1988)

### CD
- Said: Das Salz meiner Hände (1999)
- Christian Ude: O'zapft is! Szenen und Satiren (1996)